# 410835 Neszmerak
410835 Neszmerak è un asteroide della fascia principale. Scoperto nel 2009, presenta un'orbita caratterizzata da un semiasse maggiore pari a 2,7501673 UA e da un'eccentricità di 0,0936665, inclinata di 3,62866° rispetto all'eclittica.